# أنيتا ميلر سميث
أنيتا ميلر سميث (بالإنجليزية: Anita Miller Smith)‏ هي رسامة ومؤرخة أمريكية، ولدت في 20 أكتوبر 1893 في Torresdale, Philadelphia ‏ في الولايات المتحدة، وتوفيت في 1968 في وودستوك ‏ في الولايات المتحدة.